# Boat of Garten
Boat of Garten (Schots-Gaelisch: Coit a' Ghartain) is een dorp in de Schotse lieutenancy Inverness in het raadsgebied Highland in de buurt van Aviemore.

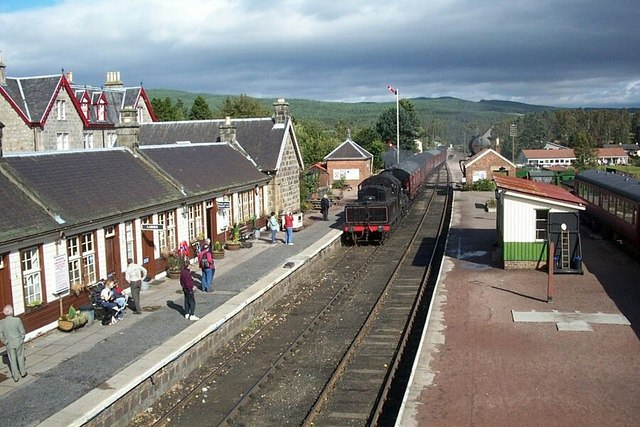
Station van Boat of Garten
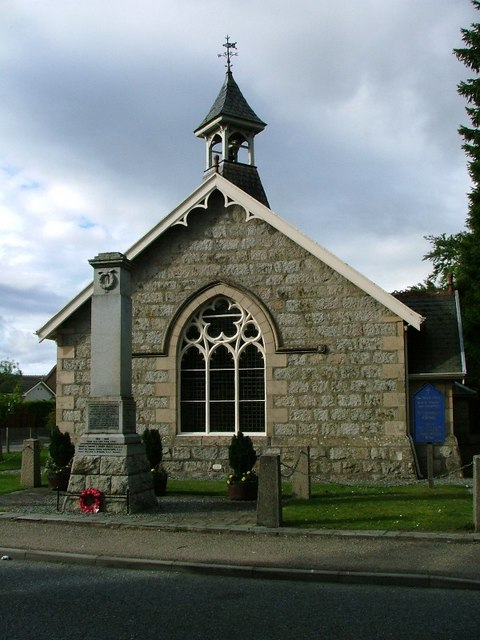
Kerk van St. Columba en oorlogsmonument
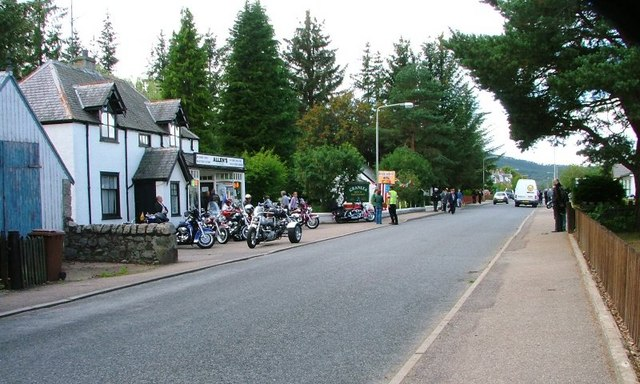
Deshar Road